# Brian Billick
Brian Harold Billick, né le 28 février 1954 à Fairborn dans l'Ohio est un entraîneur américain de football américain. Après avoir été coordinateur offensif des Vikings du Minnesota de 1994 à 1998, il est embauché comme entraîneur principal des Ravens de Baltimore où il reste neuf saisons, remportant un Super Bowl contre les Giants de New York lors du Super Bowl XXXV, le premier titre de l'histoire de la franchise. Il transforme la jeune franchise de Baltimore qui a multiplié les défaites avant sa arrivée en un club vainqueur. S'appuyant sur une défense dominante, il garde son équipe ensemble bien que l'attaque ne soit pas efficace pendant toute une partie de la saison. Après sa carrière d'entraîneur de football américain, il devient commentateur sportif pour Fox, NFL Network puis CBS Sports.